# 肯特郡
肯特郡（英語：Kent），英國英格蘭東南部的郡。以人口計算，坎特伯雷市是第1大（亦是唯一一個）城市、第1大自治市鎮（Borough），梅德斯通是第2大自治市鎮；達特福德是第1大鎮（Town），梅德斯通是第2大鎮（亦是郡治）。坎特伯雷有2個世界文化遺產─聖奧古斯丁修道院、坎特伯雷座堂，又是坎特伯雷大主教的起源地，是郡內最著名的歷史名城。
肯特南與東薩塞克斯郡相鄰，西南（下小半部分）與西薩塞克斯郡相鄰，西南（上大半部分）與薩里郡相鄰，西北（下半部）與大倫敦相鄰，西北（上半部）與埃塞克斯郡相鄰。肯特北部的達特福福德、格雷夫森德、胡半島北臨泰晤士河河口。英法海底隧道在肯特東部的貫穿多佛爾區、多佛尔海峡、法国加來海峽省。
肯特是34個非都市郡之一，實際管轄12個非都市區，佔地3,544平方公里（第10），有1,382,800人口（第1）；如看待成48個名譽郡之一，它名義上包含多1個單一管理區─梅德韋，佔地增至3,736平方公里（第10），人口增至1,634,500（第7）。
肯特被称为“英格兰的花园”，但是在过去当地的田园风景已被农庄工业取代了。此外在过去数世纪中其它工业也在肯特立足。棉纺、造铁、造纸、水泥和工程都曾在此兴旺。渔业和旅游业今天依然在海岸地区非常重要。20世纪东肯特煤田被开采，今天在邓杰内斯有一座核电站。不过泰乃特被看作是英格兰东南发展最少的地区。海港、海底隧道和两条英国机动车路是英国通向欧洲大陆的连接。漫斯顿和罗彻斯特各有一座机场。著名的肯特人有查尔斯·狄更斯和查尔斯·罗伯特·达尔文、温斯顿·丘吉尔等。

## 历史
斯旺斯扎的采石场证明早在旧石器时代肯特就已有人居住。麦德伟的巨石阵是新石器时代建造的。从青铜器时代、铁器时代到罗马时代都有遗迹留存下来。肯特的名字来自布立吞亚支中的Cantus（边缘），它本来指肯特东部的海岸地区。恺撒于前51年称之为Cantium。5世纪时肯特东部有一个独立的王国。
坎特伯雷是圣公会的宗教中心，圣奧古斯丁的教座。一般圣奧古斯丁被看作是将基督教带到英格兰的人（597年）。威廉一世入侵后肯特人自称为是“不败的”，（错误地）宣称他们将诺曼人吓跑了。中世纪里肯特爆发多次农民起义，包括瓦特·泰勒领导的起义。1553年托马斯·怀特领军从肯特进入伦敦反对玛丽一世。托马斯·贝克特死后肯特成为一个朝圣地。坎特伯雷的宗教地位促使杰弗里·乔叟写了对英国的书写语言有非常关键的意义的《坎特伯雷故事》。
17世纪英国与欧洲大陆上荷兰和法国的关系紧张使得肯特成为一个军事重镇。1667年荷兰海军袭击麦德伟船坞后沿海岸修建了许多要塞。第二次世界大战中肯特的机场在不列颠战役中起了重要作用。肯特的居民区则经常受空袭。

## 工业
中世纪时北唐斯丘陵对两个工业非常重要：炼铁业和纺织业。肯特农业发达，郡内有许多大的兰花和啤酒花园，因此有时被称为“英格兰的花园”。农村里有许多特别的烤房用来烤干啤酒花。不过今天许多这些烤房已经被改为民居。伦敦附近的市场上鲜花众多。后来造纸、水泥和煤矿比较重要。造纸业的发达是出于肯特的众多水资源。一开始纸磨都位于河流附近。19世纪末大型的现代化造纸厂出现。水泥工业是在19世纪出现的，当时石灰岩很丰富，而大型建筑的建造需要许多水泥。今天依然可以看到这些工业留下来的石灰岩堆。煤矿主要集中在东肯特。最旺时有1900多个矿运行，今天所有煤矿都已关闭。

## 政治

### 传统
传统地肯特被麦德伟河分为东西两部分。宗教上肯特被分为坎特伯雷和罗彻斯特两个教区。

## 行政區劃

1. 七橡樹
2. 達特福德
3. 格雷夫舍姆
4. 湯布里奇-莫靈
5. 梅德韋（單一管理區）
6. 梅德斯通
7. 坦布里奇韋爾斯
8. 斯韋爾
9. 阿什福德
10. 坎特伯雷市
11. 福克斯通-海斯
12. 薩尼特
13. 多佛爾

肯特是非都市郡，實際管轄12個非都市區：七橡樹（Sevenoaks）、達特福德（Dartford）、格雷夫舍姆（Gravesham）、湯布里奇-莫靈（Tonbridge and Malling）、梅德斯通（Maidstone）、坦布里奇韋爾斯（Tunbridge Wells）、斯韋爾（Swale）、阿什福德（Ashford）、坎特伯雷市（City of Canterbury）、福克斯通-海斯（Folkestone and Hythe）、薩尼特（Thanet）、多佛爾（Dover）；如看待成名譽郡，它名義上包含多1個單一管理區：梅德韋（Medway）。

## 地理
下圖顯示英格蘭48個名譽郡的分佈情況。肯特郡，南與東薩塞克斯郡郡相鄰，西南（下小半部分）與西薩塞克斯郡郡相鄰，西南（上大半部分）與舒梨郡相鄰，西北（下半部）與大倫敦相鄰，西北（上半部）與雅息士郡相鄰。
肯特是英格兰最东南的郡，向北它滨泰晤士河和北海，向南滨多佛尔海峡和英吉利海峡。欧洲大陆隔海峡仅21英里。郡内有一系列从东向西走向的小山脊。这些山脊是1000到2000万年前的造山运动中形成的。风化使得山脊之间形成了沟谷。郡内最高点高251米。肯特最显眼的地势是其白色的悬崖。维尔德地带（High Weald）的名称来自于日耳曼语中的wald，意为森林。今天那里依然有许多茂密的森林。一些地区长年无法穿越。
梅德威河（River Medway）是肯特的水道之一，它源于伊甸桥（Edenbridge）附近，首先向东流约40千米，然后再梅德斯通附近北折。在罗彻斯特它穿越北唐斯丘陵（North Downs）最后在希尔内斯附近注入泰晤士河。它是泰晤士河的最后一条支流。涨潮时潮水可以一直流到阿灵顿（Allington）。过去船只一直可以行到汤布里奇（Tonbridge）。